# Santolina corsica
Espèce
Santolina corsica, la Santoline corse, est une espèce de plantes à fleurs dicotylédones de la famille des Asteraceae et de la sous-famille des Asteroideae, endémique de Corse et de Sardaigne.
C'est un sous-arbrisseau grisâtre, tomenteux, aux feuilles très découpées et aux fleurs jaunes groupées en capitules.
Cette plante est proche de Santolina insularis, espèce endémique de Sardaigne.

## Description

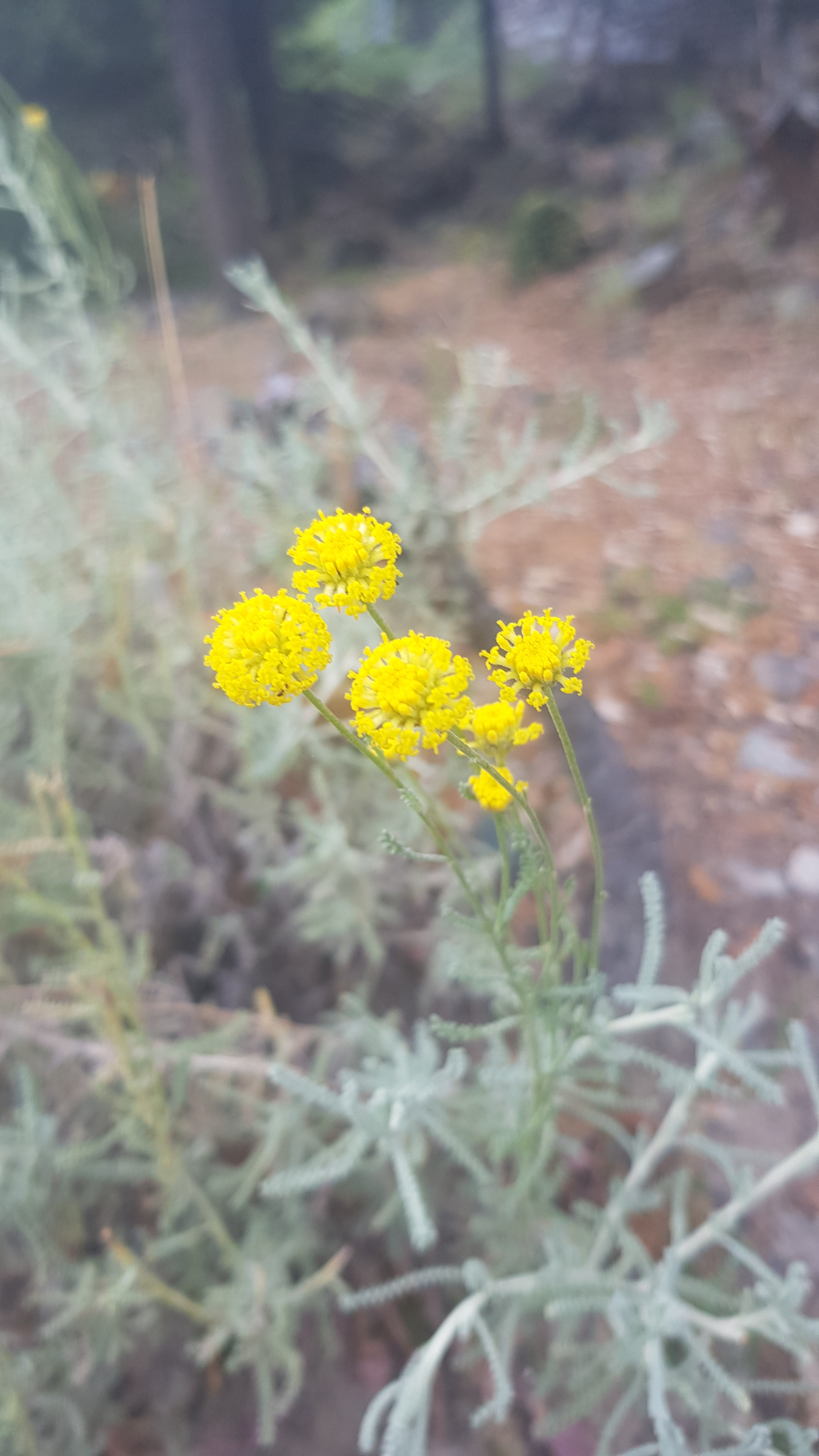
Fleurs.

Les feuilles, grisâtres, sont divisées en nombreux lobes comme celles d'un cyprès. Les fleurs, jaune, sont regroupées en capitules hémisphériques, un peu comme l’immortelle, et se trouvent au bout de longues tiges.
Elles dégagent une odeur d'éther javellisée douçâtre.

## Biologie
Elle peut être parasitée par Orobanche cyrnea, espèce de plantes parasites de la famille des Orobanchaceae, qui ne parasite que la santoline de Corse (parasite monophage) et qui n'est présente que dans la région du Bozio dans le centre de la Corse.

## Propriétés
L'huile essentielle de la Santoline corse a des propriétés antibactériennes contre le Staphylocoque doré (Staphylococcus aureus) résistant à la méticilline.
La Santoline corse a de nombreux usages, comme dans l'ensemble du pourtour méditerranéen : 

### Usage médicinal
La santoline est surtout utilisée pour ses propriétés vermifuges (elle lutte contre les vers et les parasites), antispasmodique (elle prévient les contractions musculaires involontaires), stomachique (elle facilite la digestion) et emménagogue (elle stimule la circulation sanguine au niveau du bassin et de l’utérus).
Elle est indiquée chez les personnes atteintes d’une maladie intestinale provoquée par un parasite, notamment l'oxyurose et l'ascaridiose.
On l’emploie aussi pour traiter la fatigue, l’agitation, les problèmes de digestion, les spasmes intestinaux et les troubles menstruels.
En usage interne, la santoline est surtout administrée sous forme de décoction ou d’infusion.
En usage externe, elle permet de soigner les plaies, les blessures, les piqûres d’insectes et autres lésions cutanées.
La santoline peut être associée à d’autres plantes : le chardon-Marie (troubles digestifs), la mélisse ou l’ortie (règles douloureuses), la valériane (spasmes), l’aubépine ou l'orpin rose (agitation).

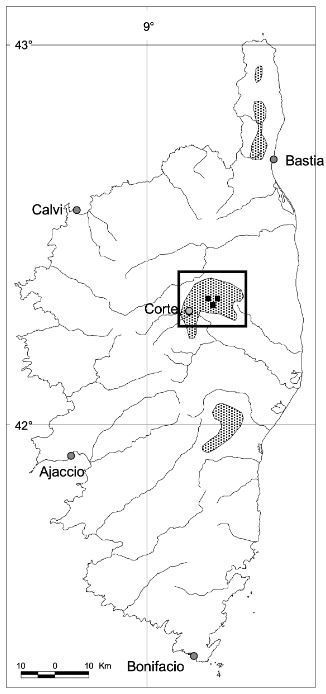
Aire de répartition connue de Santolina corsica en Corse.

### Autres usages
On peut également en extraire de l'huile utilisée en parfumerie. 
Les branches peuvent être suspendues dans des armoires pour repousser les mites, et les feuilles sont également appropriées pour une utilisation en pot-pourri et dans les succédanés de tabac à base de plantes.
En cosmétique, il est utilisé comme tonique.
Elle peut être cultivée, pour en tirer des extraits d'huile essentielle utilisée en médecine douce, préventive.

### Usage vétérinaire
Santolina corsica (de même que Santolina insularis) a été utilisée pour éliminer ou limiter les strongles, parasites gastro-intestinaux des chevaux.
À cause de son arôme puissant, cette plante n'est pas appétente pour le bétail.

## Distribution et habitat
L'aire de répartition originelle de Santolina corsica comprend la Corse et la Sardaigne.
En France, elle est native de la région Corse et plantée ou subspontanée ailleurs.
En Corse, on la trouve dans le Cap Corse, dans le Cortenais et le Fium’Orbu, et particulièrement du Mercurio & Bozio[réf. nécessaire]. Elle se rencontre entre 200 et 1 300 mètres d'altitude.
En Sardaigne, sa présence se limite au massif calcaire du monte Albo (it), entre Lula et Siniscola (province de Nuoro).
Santolina corsica est une espèce hélio-xérophile de la garrigue méditerranéenne, considérée comme une espèce pionnière. Son optimum écologique se trouve dans les communautés perturbées et dégradées, notamment par le pâturage et les feux de forêt. Elle se rencontre sur le monte Albo entre 600 et 1 100 mètres d'altitude.

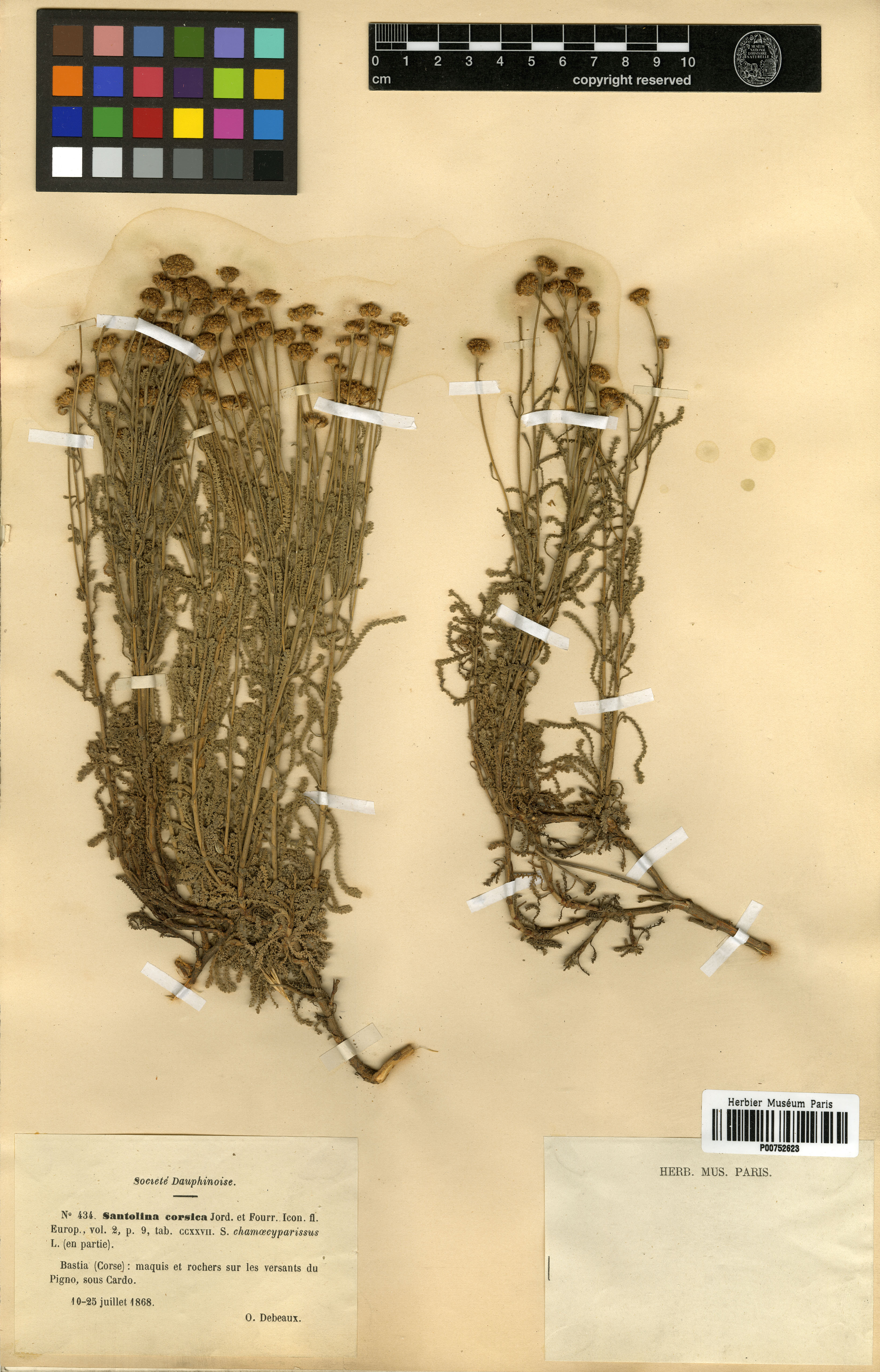
Planche d'herbier 1868 (MNHN).